# Tim Erixon
Tim Erixon (né le 24 février 1991 à Port Chester aux États-Unis) est un joueur professionnel suédois de hockey sur glace.

## Biographie

### Carrière en club
Formé au Skellefteå AIK il débute dans l'Elitserien en 2007. Lors du repêchage d'entrée dans la LNH 2009, il est acquis au premier tour, en 23e choix au total par les Flames de Calgary. Au cours du repêchage d'entrée dans la KHL 2010, il est sélectionné en 7e ronde, en 186e position par le Salavat Ioulaïev Oufa. Le 1er juin 2011, il est échangé avec un cinquième choix au repêchage 2011 aux Rangers de New York en retour de Roman Horák et deux choix de deuxième ronde. Le 23 juillet 2012, il est échangé aux Blue Jackets de Columbus avec Brandon Dubinsky, Artiom Anissimov et un choix de premier tour au repêchage d'entrée dans la LNH 2013 en retour de Rick Nash, Steven Delisle et un choix conditionnel de troisième tour en 2013. Le 1er juillet 2015, il est échangé aux Penguins de Pittsburgh en compagnie de Phil Kessel, Tyler Biggs et un choix de 2e tour au repêchage d'entrée dans la LNH 2016 ; en retour les Maple leafs accueillent Kasperi Kapanen, Nick Spaling, Scott Harrington, et des choix de 1er et 3e tour en 2016.

### Carrière internationale
Il représente la Suède en sélection jeune.

## Parenté dans le sport
Il est le fils de Jan Erixon, ancien joueur de la Ligue nationale de hockey.

## Trophées et honneurs personnels

### Ligue américaine de hockey
- 2013 : sélectionné pour le Match des étoiles avec l'association de l'Est.

## Statistiques

### En club
| Saison     | Équipe                            | Ligue       |                   | Saison régulière  | Saison régulière  | Saison régulière  | Saison régulière  | Saison régulière  |                   | Séries éliminatoires | Séries éliminatoires | Séries éliminatoires | Séries éliminatoires | Séries éliminatoires |
| Saison     | Équipe                            | Ligue       | PJ                | B                 | A                 | Pts               | Pun               | PJ                | B                 | A                    | Pts                  | Pun                  |                      |                      |
| 2007-2008  | Skellefteå AIK                    | Elitserien  | 2                 | 0                 | 0                 | 0                 | 0                 | -                 | -                 | -                    | -                    | -                    |                      |                      |
| 2008-2009  | Skellefteå AIK                    | Elitserien  | 45                | 2                 | 5                 | 7                 | 12                | 9                 | 0                 | 0                    | 0                    | 4                    |                      |                      |
| 2008-2009  | Malmö Redhawks                    | Allsvenskan | 3                 | 0                 | 2                 | 2                 | 0                 | -                 | -                 | -                    | -                    | -                    |                      |                      |
| 2009-2010  | Skellefteå AIK                    | Elitserien  | 45                | 7                 | 6                 | 13                | 44                | 12                | 1                 | 0                    | 1                    | 8                    |                      |                      |
| 2010-2011  | Skellefteå AIK                    | Elitserien  | 48                | 5                 | 19                | 24                | 40                | 18                | 3                 | 5                    | 8                    | 12                   |                      |                      |
| 2011-2012  | Rangers de New York               | LNH         | 18                | 0                 | 2                 | 2                 | 8                 | -                 | -                 | -                    | -                    | -                    |                      |                      |
| 2011-2012  | Whale du Connecticut              | LAH         | 52                | 3                 | 30                | 33                | 42                | 9                 | 0                 | 4                    | 4                    | 8                    |                      |                      |
| 2012-2013  | Falcons de Springfield            | LAH         | 40                | 5                 | 24                | 29                | 38                | -                 | -                 | -                    | -                    | -                    |                      |                      |
| 2012-2013  | Blue Jackets de Columbus          | LNH         | 31                | 0                 | 5                 | 5                 | 14                | -                 | -                 | -                    | -                    | -                    |                      |                      |
| 2013-2014  | Falcons de Springfield            | LAH         | 40                | 5                 | 33                | 38                | 16                | 5                 | 1                 | 1                    | 2                    | 4                    |                      |                      |
| 2013-2014  | Blue Jackets de Columbus          | LNH         | 2                 | 0                 | 0                 | 0                 | 2                 | -                 | -                 | -                    | -                    | -                    |                      |                      |
| 2014-2015  | Blue Jackets de Columbus          | LNH         | 19                | 1                 | 5                 | 6                 | 4                 | -                 | -                 | -                    | -                    | -                    |                      |                      |
| 2014-2015  | Blackhawks de Chicago             | LNH         | 8                 | 0                 | 0                 | 0                 | 4                 | -                 | -                 | -                    | -                    | -                    |                      |                      |
| 2014-2015  | Maple Leafs de Toronto            | LNH         | 15                | 1                 | 0                 | 1                 | 6                 | -                 | -                 | -                    | -                    | -                    |                      |                      |
| 2015-2016  | Penguins de Wilkes-Barre/Scranton | LAH         | 65                | 3                 | 17                | 20                | 44                | 10                | 2                 | 4                    | 6                    | 6                    |                      |                      |
| 2016-2017  | Penguins de Wilkes-Barre/Scranton | LAH         | 54                | 4                 | 13                | 17                | 24                | 5                 | 1                 | 1                    | 2                    | 4                    |                      |                      |
| 2017-2018  | Devils de Binghamton              | LAH         | 5                 | 0                 | 1                 | 1                 | 4                 | -                 | -                 | -                    | -                    | -                    |                      |                      |
| 2017-2018  | Thunderbirds de Springfield       | LAH         | 47                | 2                 | 20                | 22                | 40                | -                 | -                 | -                    | -                    | -                    |                      |                      |
| 2018-2019  | Penguins de Wilkes-Barre/Scranton | LAH         | 28                | 0                 | 5                 | 5                 | 18                | -                 | -                 | -                    | -                    | -                    |                      |                      |
| 2019-2020  | Växjö Lakers HC                   | SHL         | 48                | 0                 | 11                | 11                | 32                | -                 | -                 | -                    | -                    | -                    |                      |                      |
| 2020-2021  | Växjö Lakers HC                   | SHL         | 48                | 2                 | 6                 | 8                 | 51                | 14                | 0                 | 2                    | 2                    | 43                   |                      |                      |
| 2021-2022  | Timrå IK                          | SHL         | 47                | 2                 | 2                 | 4                 | 55                | 4                 | 1                 | 0                    | 1                    | 2                    |                      |                      |
| 2022-2023  | Timrå IK                          | SHL         | 51                | 1                 | 11                | 12                | 54                | 6                 | 0                 | 0                    | 0                    | 0                    |                      |                      |
| 2023-2024  | Timrå IK                          | SHL         | Saison en cours ? | Saison en cours ? | Saison en cours ? | Saison en cours ? | Saison en cours ? | Saison en cours ? | Saison en cours ? | Saison en cours ?    | Saison en cours ?    | Saison en cours ?    |                      |                      |
| Totaux LNH | Totaux LNH                        | Totaux LNH  | 93                | 2                 | 12                | 14                | 38                | -                 | -                 | -                    | -                    | -                    |                      |                      |

### En équipe nationale
| Année | Compétition                          |    | PJ | B | A | Pts | Pun | +/-                |  | Résultat |
| 2009  | Championnat du monde moins de 18 ans | 6  | 3  | 6 | 9 | 12  | +3  | 5e place           |  |          |
| 2009  | Championnat du monde junior          | 5  | 0  | 0 | 0 | 0   | +2  | Médaille d'argent  |  |          |
| 2010  | Championnat du monde junior          | 5  | 1  | 2 | 3 | 10  | +3  | Médaille de bronze |  |          |
| 2011  | Championnat du monde junior          | 6  | 1  | 2 | 3 | 0   | +2  | 4e place           |  |          |
| 2011  | Championnat du monde                 | 9  | 0  | 1 | 1 | 2   | +2  | Médaille d'argent  |  |          |
| 2014  | Championnat du monde                 | 10 | 0  | 2 | 2 | 10  | +2  | Médaille de bronze |  |          |